# Medial (álgebra)
La medial en álgebra abstracta, un magma que satisface la identidad.
- (x . y) . (u . z) = (x . u) . (y . z)

abr. xy.uz=xu.yz
Su importancia viene del concepto de un objeto (auto) magma y la representación (reconstrucción) que origina.
Por ejemplo, dos endomorfismos, digamos f y g, con la (extensión de la) operación usual entre funciones (i.e. (f*g)(x)= f(x).g(x)), da también un morfismo. Hay contraejemplos para la conversa, pero NO para el cuadrado cartesiano de la operación!. En particular, es la única ecuación con la propiedad.
La identidad xy.uz=xu.yz ha sido llamada medial, abeliana, alternación, transposición, bi-comutativa, bisimétrica, sobrecomutativa, entrópica, etc. (ver Enlaces externos: Comentarios Históricos).